# Thalictrum venulosum
Thalictrum venulosum là một loài thực vật có hoa trong họ Mao lương. Loài này được Trel. miêu tả khoa học đầu tiên năm 1886.